# Ildikó Bóbisová
Ildikó Bóbisová (* 5. září 1945 Budapešť, Maďarsko) je bývalá maďarská sportovní šermířka, která se specializovala na šerm fleretem. Otec Gyula Bóbis reprezentoval Maďarsko v zápasu. Maďarsko reprezentovala v šedesátých a sedmdesátých letech. V průběhu sportovní kariéry závodila i pod jménem Ildikó Farkasinszká. Na olympijských hrách startovala v roce 1968, 1972 a 1976 v soutěži jednotlivkyň a družstev. V soutěži jednotlivkyň získala na olympijských hrách 1972 stříbrnou olympijskou medaili. V roce 1974 získala titul mistryně světa v soutěži jednotlivkyň. S maďarským družstvem fleretistek vybojovala na olympijských hrách dvě stříbrné (1968, 1972) a jednu bronzovou (1976) olympijskou medaili. V roce 1967 a 1973 vybojovala s družstvem titul mistryň světa.